# 캄피오나토 이탈리아노 디 풋볼 1899
캄피오나토 이탈리아노 디 풋볼 1899은 2번째로 열리는 이탈리아 축구 리그의 최상위 경기이며, 본 시즌은 1899년 4월 2일에 개막하여 1899년 4월 16일에 종료했다. 우승구단은 제노아이며, 2번째 우승이자, 리그 2연패를 이룩했다.

## 시즌
본 토너먼트 대회는 페데라치오네 이탈리아나 델 풋볼에서 주최한 두 번째 이탈리아 축구 리그다.

### 달라진 점
리구리아 FBC가 캄피오나토 이탈리아노 디 풋볼에 새로 참가했다.

### 구성
본 토너먼트 대회는 리구리아와 피에몬테 주로 나눠진 2개의 지역 예선이 있다. 리구리아 예선에서 한 구단이 결승전에 진출하게 되나, 신규 참가 구단인 리구리아 FBC가 참가 철회를 함에 따라 전 시즌 우승 구단인 제노아가 자동적으로 결승전에 진출하게 됐다. 피에몬테 예선의 경우, 지난 시즌 준결승전에서 패배한 두 구단이 맞붙었고, 승리한 구단이 준결승에 진출하여 지난 시즌 준우승 구단인 인테르나치오날레 토리노와 붙게되어, 준결승에서 이긴 구단은 제노아에서 열리는 결승전에 진출할 수 있게 된다.

### 대회
신문사 일 카파로에 따르면, 리구리아 예선의 제노아와 리구리아 FBC 간의 경기는 1899년 3월 26일에 열리기로 되어 있었으나, 경기는 그 다음날로 연기됐고, 리구리아가 대회 참가를 철회를 함에 따라 더 이상 열리지 않았다. 하지만 다른 정보에 의하면, 두 구단 간에 공식 경기가 아니라 친선 경기가 있었다 한다. 제노아가 3-1로 승리했고, 제노아의 노먼 빅터 리버가 2골, 조지프 윌리엄 애거가 1골을, 리구리아에서 에도아르도 피코가 1골을 넣었다고 전했다. 그리하여, 전년도 우승 구단 제노아는 결승전에 자동적으로 진출하게 됐다.
4월 2일 피에몬테 예선은 진나스티카 토리노와 FC 토리네세 간의 경기가 열렸다. 진나스티카 토리노가 승리했으나, 4월 9일 인테르나치오날레 토리노와의 준결승 경기에서 패배했다. 제노아는 결승전에서 인테르나치오날레 토리노를 상대로 승리를 거두며 2연속 우승을 이뤘다.

## 참가 구단

### 리구리아
| 구단     | 도시                | 지난 시즌                          |
| -------- | ------------------- | ---------------------------------- |
| 제노아   | 제노바              | 캄피오나토 이탈리아노 디 풋볼 우승 |
| 리구리아 | 삼피에르다레나 (GE) | 미참가                             |

### 피에몬테
| 구단                    | 도시   | 지난 시즌                                 |
| ----------------------- | ------ | ----------------------------------------- |
| 토리네세                | 토리노 | 캄피오나토 이탈리아노 디 풋볼 준결승 진출 |
| 진나스티카 토리노       | 토리노 | 캄피오나토 이탈리아노 디 풋볼 준결승 진출 |
| 인테르나치오날레 토리노 | 토리노 | 캄피오나토 이탈리아노 디 풋볼 준우승      |

## 경기 결과

### 대진표
|  | 1회전 | 1회전                  | 1회전 |  |  | 2회전 | 2회전                   | 2회전 |  |  | 결승전 | 결승전                  | 결승전 |
|  |       |                        |       |  |  |       |                         |       |  |  |        |                         |        |
|  |       |                        |       |  |  |       |                         |       |  |  | 1      | 제노아                  | 3      |
|  |       |                        |       |  |  | 2     | 인테르나치오날레 토리노 | 2     |  |  | 2      | 인테르나치오날레 토리노 | 1      |
|  | 3     | 진나스티카 토리노 (연) | 2     |  |  | 3     | 진나스티카 토리노       | 0     |  |  |        |                         |        |
|  | 4     | 토리네세               | 0     |  |  |       |                         |       |  |  |        |                         |        |

- 리구리아 FBC는 제노아와 예선전을 갖기 전에, 대회 참가를 철회했다.

### 일정

#### 리구리아 예선
제노아와 리구리아 FBC 간의 리구리아 예선전은 본래 1899년 3월 26일 15:00 캄포 스포르티보 디 폰테 카레가에서 열릴 예정이었다. 3월 27일 15:00으로 첫번째로 연기가 됐으나, 리구리아 FBC가 참가를 철회함에 따라 경기가 더 이상 열리지 않게 됐다. 그 대신에, 두 구단 간의 친선 경기가 열렸고, 제노아가 3–1로 이겼다.
- 리구리아 FBC는 제노아와의 예선전 전에 대회 참가를 철회했다.

#### 피에몬테 예선
| 진나스티카 토리노 | 2 – 0 (연장전) | 토리네세 |
| ----------------- | -------------- | -------- |
| ?                 |                |          |

#### 준결승전
| 인테르나치오날레 토리노           | 2 – 0 | 진나스티카 토리노 |
| --------------------------------- | ----- | ----------------- |
| 에도아르도 보시오 · 알베르트 베버 |       |                   |

#### 결승전
| 제노아                                         | 3 – 1 | 인테르나치오날레 토리노 |
| ---------------------------------------------- | ----- | ----------------------- |
| 제임스 스펜스리 · 헨리 다플스 · 노먼 빅터 리버 |       | 알베르트 베버           |

### 결과
- 제노아 1899 이탈리아 챔피언.

### 우승 주역
| 포메이션 (2-3-5)                                                                                     | 선수 (포지션)                         |
| --- | ------------------------------------- |
| 길리오티 데 갈레아니 스펜스리 아크리스 파스테우르 I 패서더러 파스테우르 II 리버 데탱드르 애거 다플스 | 파우스토 길리오티 (골키퍼)            |
| 길리오티 데 갈레아니 스펜스리 아크리스 파스테우르 I 패서더러 파스테우르 II 리버 데탱드르 애거 다플스 | 에르네스토 데 갈레아니 (오른쪽 풀백)  |
| 길리오티 데 갈레아니 스펜스리 아크리스 파스테우르 I 패서더러 파스테우르 II 리버 데탱드르 애거 다플스 | 제임스 스펜스리 (왼쪽 풀백)           |
| 길리오티 데 갈레아니 스펜스리 아크리스 파스테우르 I 패서더러 파스테우르 II 리버 데탱드르 애거 다플스 | 찰스 아크리스 (중앙 미드필더)         |
| 길리오티 데 갈레아니 스펜스리 아크리스 파스테우르 I 패서더러 파스테우르 II 리버 데탱드르 애거 다플스 | 에도아르도 파스테우르 (왼쪽 미드필더) |
| 길리오티 데 갈레아니 스펜스리 아크리스 파스테우르 I 패서더러 파스테우르 II 리버 데탱드르 애거 다플스 | 하워드 패서더러 (오른쪽 미드필더)     |
| 길리오티 데 갈레아니 스펜스리 아크리스 파스테우르 I 패서더러 파스테우르 II 리버 데탱드르 애거 다플스 | 엔리코 파스테우르 (오른쪽 윙)         |
| 길리오티 데 갈레아니 스펜스리 아크리스 파스테우르 I 패서더러 파스테우르 II 리버 데탱드르 애거 다플스 | 노먼 빅터 리버 (왼쪽 윙)              |
| 길리오티 데 갈레아니 스펜스리 아크리스 파스테우르 I 패서더러 파스테우르 II 리버 데탱드르 애거 다플스 | 에티엔 데탱드르 (오른쪽 메찰라)       |
| 길리오티 데 갈레아니 스펜스리 아크리스 파스테우르 I 패서더러 파스테우르 II 리버 데탱드르 애거 다플스 | 조지프 윌리엄 애거 (왼쪽 메찰라)      |
| 길리오티 데 갈레아니 스펜스리 아크리스 파스테우르 I 패서더러 파스테우르 II 리버 데탱드르 애거 다플스 | 헨리 다플스 (중앙 공격수)             |